# Vasile Bizău
Vasile Bizău (n. 14 octombrie 1969, Dragomirești, Maramureș) este un episcop greco-catolic român, ales în iunie 2011 de către sinodul Bisericii Române Unite cu Roma, Greco-Catolice în funcția de întâistătător al Episcopiei de Maramureș, cu sediul la Baia Mare. Instalarea sa în funcție a avut loc în data de 23 iulie 2011 în Sala Polivalentă din Baia Mare, în condițiile în care Catedrala Adormirea Maicii Domnului este ocupată de o parohie ortodoxă.

## Cariera ecleziastică
A fost hirotonit diacon în 15 august 1996 în Giulești, Maramureș, iar în data de 31 august 1997 a fost hirotonit preot la Baia Mare.
În data de 20 iunie 2007 a fost ales episcop al Curiei Arhiepiscopale Majore a BRU, confirmat de papa Benedict al XVI-lea la 27 octombrie 2007. A fost hirotonit episcop în data de 16 decembrie 2007 în Catedrala din Blaj.